# 지방도 제309호선
지방도 제309호선은 경기도 평택시 포승읍 도곡리와 과천시 과천동 주암2교를 잇는 경기도의 지방도이다.
도로 전체구간 가운데 주암2교 ~ 상아벌지하차도 구간은 우면산로 구간이며, 과천 나들목 ~ 봉담 나들목 구간은 봉담과천로 구간이다. 봉담 나들목부터 정남 나들목 구간은 평택파주고속도로와 수도권제2순환고속도로와 중복된다. 주암2교부터 서울특별시로 이어지며 서울특별시도 제31호선과 직결한다. 평택시 포승읍 홍원리 신원 교차로부터 화성시 향남읍 하길리까지 구간은 아직 개설되지 않았다.

## 연혁
- 2005년 3월 28일 : 기존 지방도 제309호선인 '서신 ~ 안산선'을 폐지[1]
- 2005년 3월 28일 : 지방도 제309호선을 새로 지정[2]
- 2013년 2월 1일 : 서수원 ~ 의왕간 고속화도로 구간 확장 개통[3]
- 2016년 9월 13일 : 삼계 ~ 구문천간 도로(평택시 청북읍 고잔리 ~ 화성시 향남읍 구문천리) 3.5km 구간 확장 개통[4]
- 2020년 1월 17일 : 화성향남2지구 주변도로(화성시 향남면 동오리 ~ 정남면 보통리) 6.97km 구간 확장 개통 및 기존 화성시 정남면 문학리 ~ 관항리 3.4km 구간 폐지[5]

## 경유지
- 평택시
  - 포승읍 도곡리 (모아미래도 1차아파트 앞) - 도곡리 - 도곡1교 - 석정1교 - 석정리 - (미개통 구간 : 신원 교차로 - 홍원육교 동단 - 홍원리)
  - 청북읍 (미개통 구간 : 고잔리)

- 화성시
  - 향남읍 (미개통 구간 : 구문천리 - 발안지방산업단지) - 구문천1리 입구 - (미개통 구간 : 하길리) - (청도골) - (양석골) - 화리현리 - 백토1교 - 백토사거리 - 백토리 - 백토리 산업단지 - 관리 - 동오사거리 - 효원납골공원
  - 정남면 가막 교차로 - 문학2 교차로 - 문학3 교차로 - (교량) - 백리 교차로 - (교량) - 여의 교차로 - 오일2 교차로 - (교량) - 관항 교차로 - 정남IC 교차로 - (고속도로 중첩 구간 : 정남 나들목 - 분천2교)
  - 봉담읍 (고속도로 중첩 구간 : 분천2교 - 분천1교 - 동화2교 - 봉담 나들목) - 양지교 - 천천교
  - 매송면 천천교 - 천천 나들목

- 수원시
  - 권선구 호매실 나들목 - 금곡2교 - 금곡1교 - 금곡 나들목 - 당수1교 - 장수천교 - 서수원 나들목 - 월암IC교

- 의왕시
  - 부곡동 월암IC교 - 월암 나들목 - 삼리교 - 신부곡 나들목
  - 고천동 의왕 나들목 - 의왕 요금소
  - 오전동 의왕터널 (400m)
  - 청계동 의왕터널 (400m) - 청계 나들목 - 학의 분기점 - 청계1교 - 과천터널 (618~763m)

- 과천시
  - 문원동 과천터널 (618 ~ 763m) - 북의왕 나들목 - 과천 나들목 - 대공원입구 (상아벌지하차도) - 경마 나들목 (광창 나들목)
  - 과천동 주암2교 - (서울특별시도 제31호선과 직결)

## 중복 구간
- 평택시 포승읍 신원 교차로 ~ 홍원육교 동단 : 지방도 제302호선, 지방도 제313호선과 중복
- 화성시 정남면 정남 나들목 ~ 봉담읍 봉담 나들목 : 평택파주고속도로, 수도권제2순환고속도로와 중복

## 도로명
- 평택시 포승읍 도곡리 ~ 신원 교차로 : 포승서로
- 화성시 향남읍 구문천리 ~ 발안지방산업단지 : 구문천1길
- 화성시 향남읍 구문천1리 입구 ~ 하길리 : 제약단지로
- 화성시 향남읍 (청도골) ~ 정남면 문학3 교차로 : 서봉로
- 화성시 정남면 문학3 교차로 ~ 관항 교차로 : 화성향남2지구 주변도로
- 화성시 정남면 관항 교차로 ~ 정남 나들목 : 세자로
- 화성시 정남면 정남 나들목 ~ 봉담읍 봉담 나들목 : 평택화성고속도로, 수도권제2순환고속도로
- 화성시 봉담읍 봉담 나들목 ~ 과천시 문원동 과천 나들목 : 봉담과천로
- 과천시 문원동 과천 나들목 ~ 대공원입구 : 과천대로
- 과천시 문원동 대공원입구 ~ 과천동 주암2교 : 우면산로

## 같이 보기
- 지방도 제312호선